# Антонович, Михаил Дмитриевич
Михаил Дмитриевич Антонович (1910 — осень 1955) — украинский историк.

## Биография
Родился в Италии. Происходил из семьи учёных. Сын историка и искусствоведа Дмитрия Антоновича, внук историка и археографа Владимира Антоновича. Брат, Марк Антонович (1916—2005) — украинский канадский историк и общественный деятель.
Закончил Украинский Свободный Университет в Праге. В 1930 году защитил диссертацию на тему «Князь Репнин, генерал-губернатор Саксонии». В 1935—1941 годах — научный сотрудник Украинского научного института в Берлине. Преподавал в университетах Бреслау и Вены, доцент Венского университета.
Автор ряда работ по истории Украины, украинской колонизации и истории казачества.
В 1945 году был арестован в Берлине и депортирован в СССР. Содержался в лагерях Норильска и Колымы. Погиб в лагере Кайеркан.

## Сочинения
- Friedrich Ludwig Jahn: ein Beitrag zur Geschichte der Anfänge des deutschen Nationalismus // Historische Studien. Heft 230. Berlin, 1933.
- (mit Heinz Kindermann) Handbuch der Kulturgeschichte: Abt. 2, Geschichte des Völkerlebens. Wiesbaden: Akademische Verlagsgesellschaft Athenaion, 1935.
- (mit Gerhard Gesemann, Emil Schieche u. Friedrich Repp) Kultur der slawischen Völker. Wiesbaden: Akademische Verlagsgesellschaft Athenaion, 1936.
- Козацьке військо у Смоленській війні. Варшава, 1937.
- Козацький проект Василя Капніста // Сьогочасне й минуле, 1939 — № 2.
- Студії з часів Наливайка. Прага, 1941.
- Iсторія України. Тт. 1-4. Прага, 1941—1942 (перевидання — Вінніпег, 1966).
- Geschichte der ukrainischen Staatlichkeit; Deutsch-ukrainische Beziehungen // Handbuch der Ukraine. Leipzig, 1941.
- Kultur der Ostslaven. Breslau, 1941.
- Ukraine im Russischen Reiche (1764—1847). Wien, 1942.
- Das Schicksal der ukrainischen Gelehrten in der Sowjetukraine // Bolschewistische Wissenschaft und Kulturpolitik: Ein Sammelwerk. Königsberg: Ost-Europa Verlag, 1942. S. 45-130.
- Переяславська кампанія 1630 р. // Праці Українського історично-філологічного товариства у Празі. Т. 5. Прага, 1944.